# Tredezimakkord

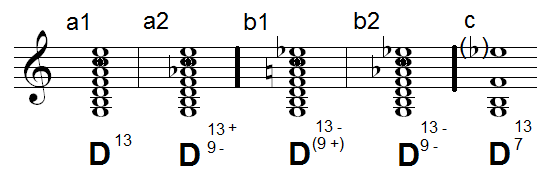
Varianten des Dominanttredezimakkords von C-Dur/Moll. Die geschwärzten Notenköpfe kennzeichnen die in den meisten Fällen weggelassene Undezime.

Ein Tredezimakkord, auch Tredezimenakkord oder Terzdezim[en]akkord ist ein Siebenklang, der durch „Überterzen“ (=Hinzufügen einer weiteren Terz) eines Undezimakkords entsteht. Er setzt sich aus sechs übereinander geschichteten Terzen zusammen, die das Rahmenintervall einer Tredezime ergeben. Der Akkord kann zwar theoretisch auf allen Tonleiterstufen errichtet werden, wird aber vorwiegend in dominantischer Funktion verwendet. Beim Dominanttredezimakkord auf der V. Stufe in Dur (Notenbeispiel a1) ist das Rahmenintervall eine große Tredezime, weshalb man vom „großen“ Dominanttredezimakkord spricht, im Unterschied zum „kleinen“ Dominanttredezimakkord (mit kleiner Tredezime), der in Moll leitereigen ist (Notenbeispiel b2).
Das Funktionssymbol D13 bezeichnet den Dominanttredezimakkord schlechthin und meint ohne weitere Angaben den großen Dominanttredezimakkord (Notenbeispiel a1). Soll eine der beiden Formen explizit gekennzeichnet werden, so verwendet man D13+ für die große, D13- für die kleine Variante. Wegen der im historischen Verlauf zunehmenden Durchmischung von Dur und Moll kommt der D13- auch in Dur vor, seltener der D13+ in Moll. Die None kann in beiden Fällen groß oder klein sein. So wird der  D13+ auch mit kleiner None (9-, Notenbeispiel a2), der D13- neben der häufigeren Form mit kleiner None (Bsp. b2) auch mit großer None (Bsp. b1) verwendet.
Der Dominanttredezimenakkord tritt selten vollständig auf, meist fehlt die Undezime, um den Konflikt mit deren Auflösungsintervall (der Dezime = nach oben oktavierte Terz) zu vermeiden; bei erklingender Undezime dagegen fehlt meist die Terz; auch die Quint wird öfters weggelassen. Die historisch früheste Form des Tredezimenakkords ist die sehr fragmentarische Form mit weggelassener Quinte, None und Undezime (Notenbeispiel c), die auch als Chopin-Akkord bekannt ist; sie ging aus dem Sextvorhalt vor der Quint beim Dominantseptakkord (D76-5) durch Verselbstständigung des Vorhaltsakkords hervor.

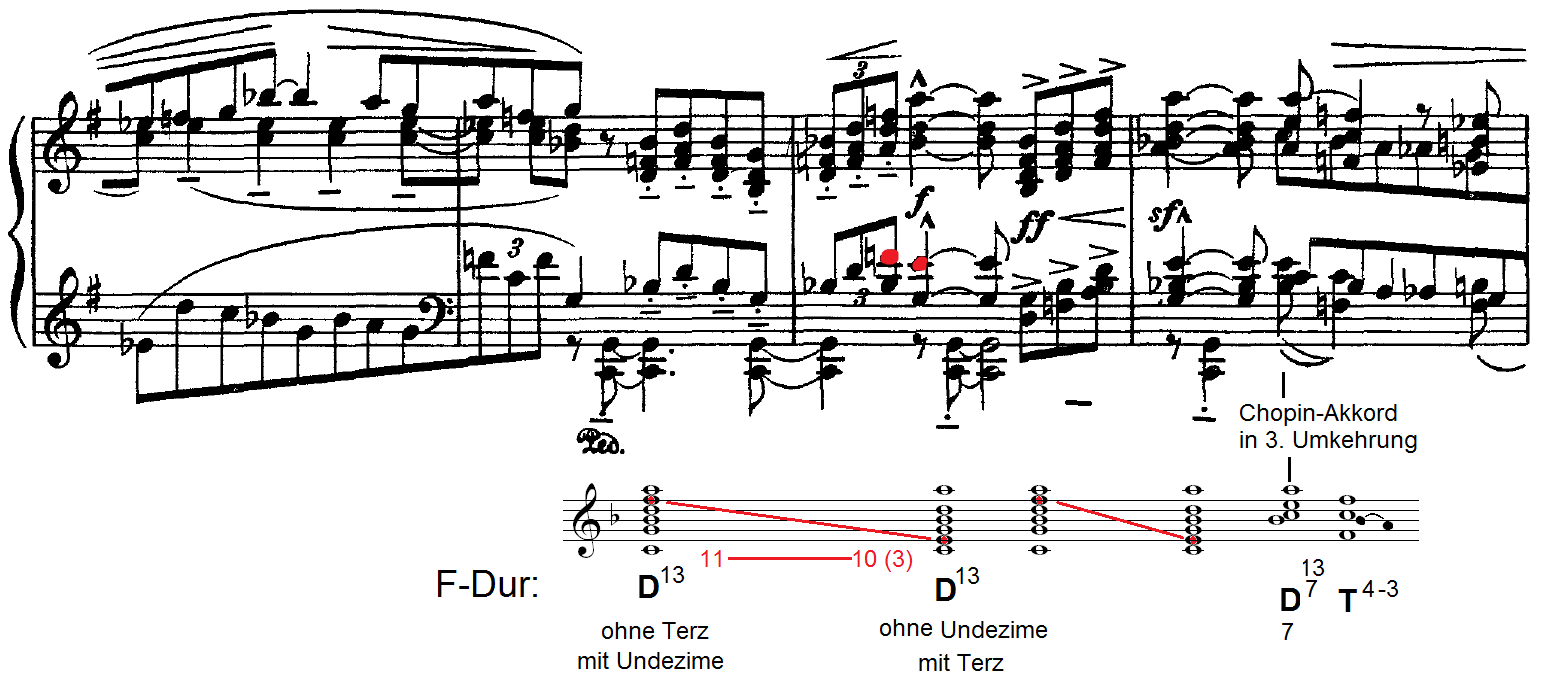
Ravel, aus Pavane pour une infante défunte (Klavierfassung von 1899)

## Anwendungsbeispiele
Intensiverer Gebrauch von Tredezimenakkorden findet sich erst in der Spätromantik (Bruckner, Mahler, Strauss u. a.) und insbesondere im Impressionismus. Im nebenstehenden Beispiel von Maurice Ravel baut sich ein Dominanttredezimakkord von F-Dur aus den im Pedal nachklingenden Dreiklangsfolgen auf, wobei zunächst bei vorhandener Undezime die Terz bzw. Dezime ausgespart wird. Diese tritt dann auf dem akzentuierten Höhepunkt quasi als „Auflösung“ an die Stelle der nun fehlenden Undezime. Die Auflösung in die Tonika erfolgt dann über einen nur noch viertönigen Akkord, der aus den Tönen des Chopin-Akkords besteht, sich von diesem aber durch die ungewöhnliche Stellung als 3. Umkehrung abhebt und unter Missachtung konventioneller Stimmführungsregeln weitergeführt wird. Dass Ravel diese Regeln gleichwohl kannte und hier offenbar bewusst (wirkungssteigernd) verletzt, erkennt man daran, dass einige Takte zuvor ein (mit zugefügter None „gewürzter“) Chopin-Akkord in der Grundgestalt vorkommt und völlig regelkonform aufgelöst wird.

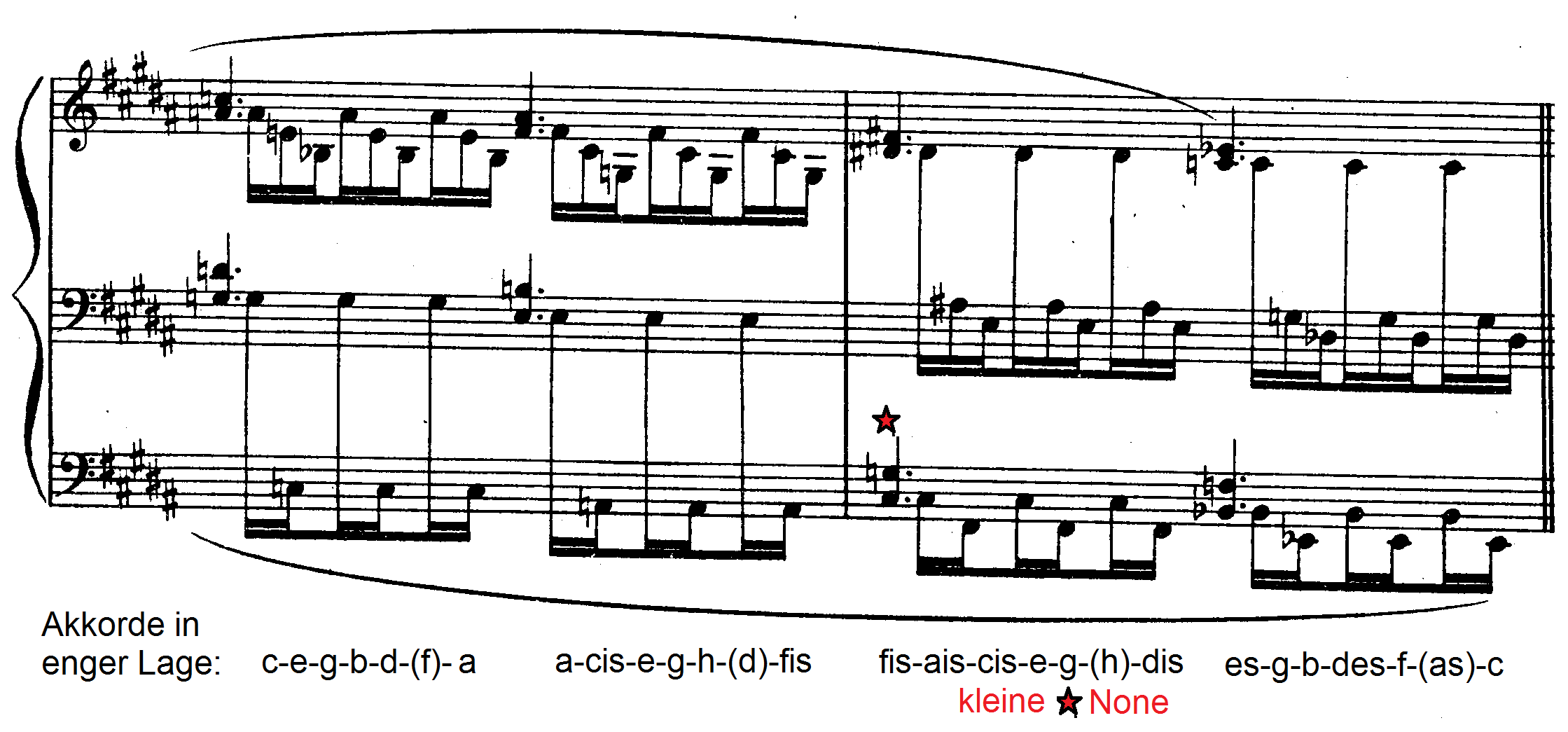
Debussy, aus Nr. VIII des 2. Bands der Préludes (Ondine), entstanden zwischen 1910 und 1912. In den Tredezimakkorden fehlt die (in Klammern gesetzte) Undezime.

Obwohl auch in dem Beispiel von Ravel bereits Ansätze zu einem entfunktionalisierten Gebrauch von Akkorden vorliegen, ist z. B. seine Behandlung des Trededzimakkords noch durchaus im funktionalen Sinne als dominantische Spannung mit anschließender Auflösung in die Tonika zu deuten. In dem nebenstehenden Ausschnitt aus den mehr als zehn Jahre später entstandenen Préludes von Claude Debussy dagegen ist eine funktionale Zuordnung der verwendeten Dominanttredezimakkorde nicht mehr möglich: sie werden als reine „Farbharmonien“ verwendet und durch Parallelverschiebung der Stimmen (mixturartig) aneinandergereiht. Die Mixtur-Stimmführung ist nicht durchweg „real“, sondern „variiert“, weil sich unter die (großen) Dominanttredezimakkorde mit großer None (D13) auch ein solcher mit kleiner None (D9-13+) mischt.